# Franco Signorelli
Pour les articles homonymes, voir Signorelli.
Franco Signorelli, né le 1er janvier 1991 à Mérida au Venezuela, est un footballeur international vénézuélien.

## Biographie

### Équipe nationale
Franco Signorelli est convoqué pour la première fois en sélection par le sélectionneur national Noel Sanvicente le 9 septembre 2014 lors d'un match amical contre le Japon (2-2). 
Au total il compte trois sélections en équipe du Venezuela depuis 2014.